# МКС-56
МКС-56 — п'ятдесят шостий довготривалий екіпаж Міжнародної космічної станції. Його робота розпочалася 3 червня 2018 року з моменту відстиковки від станції корабля Союз МС-07, на якому повернулися троє членів експедиції-54/55. Експедиція-56 завершилася 4 жовтня 2018 року з моменту відстиковки корабля Союз МС-08 від МКС. Члени екіпажу «Союз МС-09» продовжили роботу на борту МКС у складі експедиції-57.

## Екіпаж
З 3 червня 2018 у складі експедиції троє космонавтів, з 8 червня — шестеро. Олег Артемьєв, Ендрю Фьюстел і Річард Арнольд прибули до МКС на кораблі «Союз МС-08» та спочатку брали участь у роботі експедиції-55. Інші троє учасників експедиції-56 прибули до МКС кораблем «Союз МС-09».
| Посада                              | Прізвище, ім'я (кількість космічних польотів), організація, країна | Старт                   | Прибуття до МКС         | Відліт із МКС           | Приземлення             |
| ----------------------------------- | ------------------------------------------------------------------ | ----------------------- | ----------------------- | ----------------------- | ----------------------- |
| Бортінженер МКС-55, командир МКС-56 | Олег Артемьєв (2), Роскосмос, (Росія)                              | 21.03.2018 «Союз МС-08» | 23.03.2018 «Союз МС-08» | 04.10.2018 «Союз МС-08» | 04.10.2018 «Союз МС-08» |
| Бортінженер МКС-55/56               | Ендрю Фьюстел (3), НАСА, (США)                                     | 21.03.2018 «Союз МС-08» | 23.03.2018 «Союз МС-08» | 04.10.2018 «Союз МС-08» | 04.10.2018 «Союз МС-08» |
| Бортінженер МКС-55/56               | Річард Арнольд (2), НАСА, (США)                                    | 21.03.2018 «Союз МС-08» | 23.03.2018 «Союз МС-08» | 04.10.2018 «Союз МС-08» | 04.10.2018 «Союз МС-08» |
| Бортінженер МКС-55, командир МКС-56 | Сергій Прокопьєв (1), Роскосмос, (Росія)                           | 06.06.2018 «Союз МС-09» | 08.06.2018 «Союз МС-09» | 20.12.2018 «Союз МС-09» | 20.12.2018 «Союз МС-09» |
| Бортінженер МКС-55/56               | Олександр Герст (2), ЄКА, (Німеччина)                              | 06.06.2018 «Союз МС-09» | 08.06.2018 «Союз МС-09» | 20.12.2018 «Союз МС-09» | 20.12.2018 «Союз МС-09» |
| Бортінженер МКС-55/56               | Серіна Ауньйон-Ченселлор (1), НАСА, (США)                          | 06.06.2018 «Союз МС-09» | 08.06.2018 «Союз МС-09» | 20.12.2018 «Союз МС-09» | 20.12.2018 «Союз МС-09» |

## Етапи місії

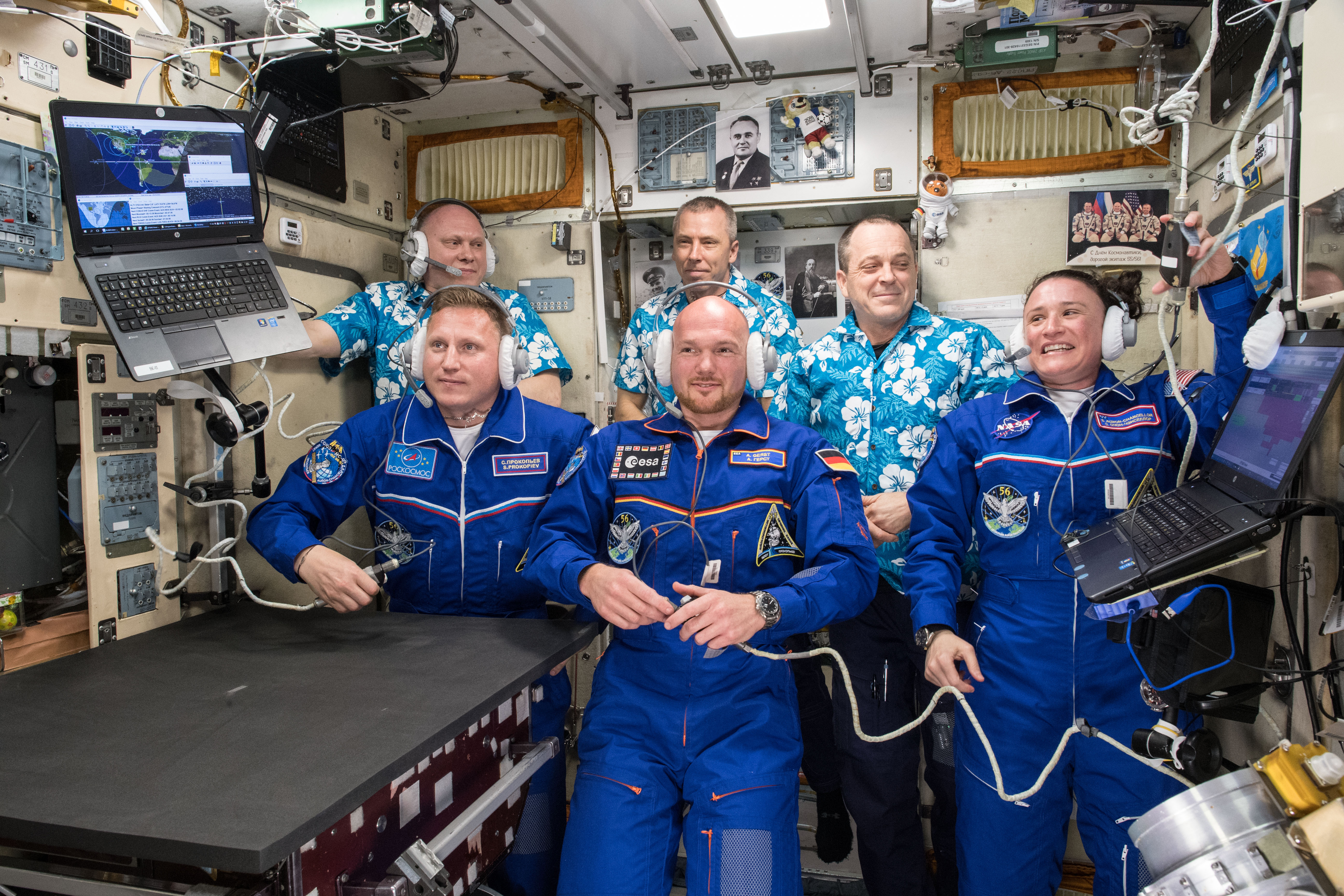
Екіпаж на борту корабля. 8.06.2018

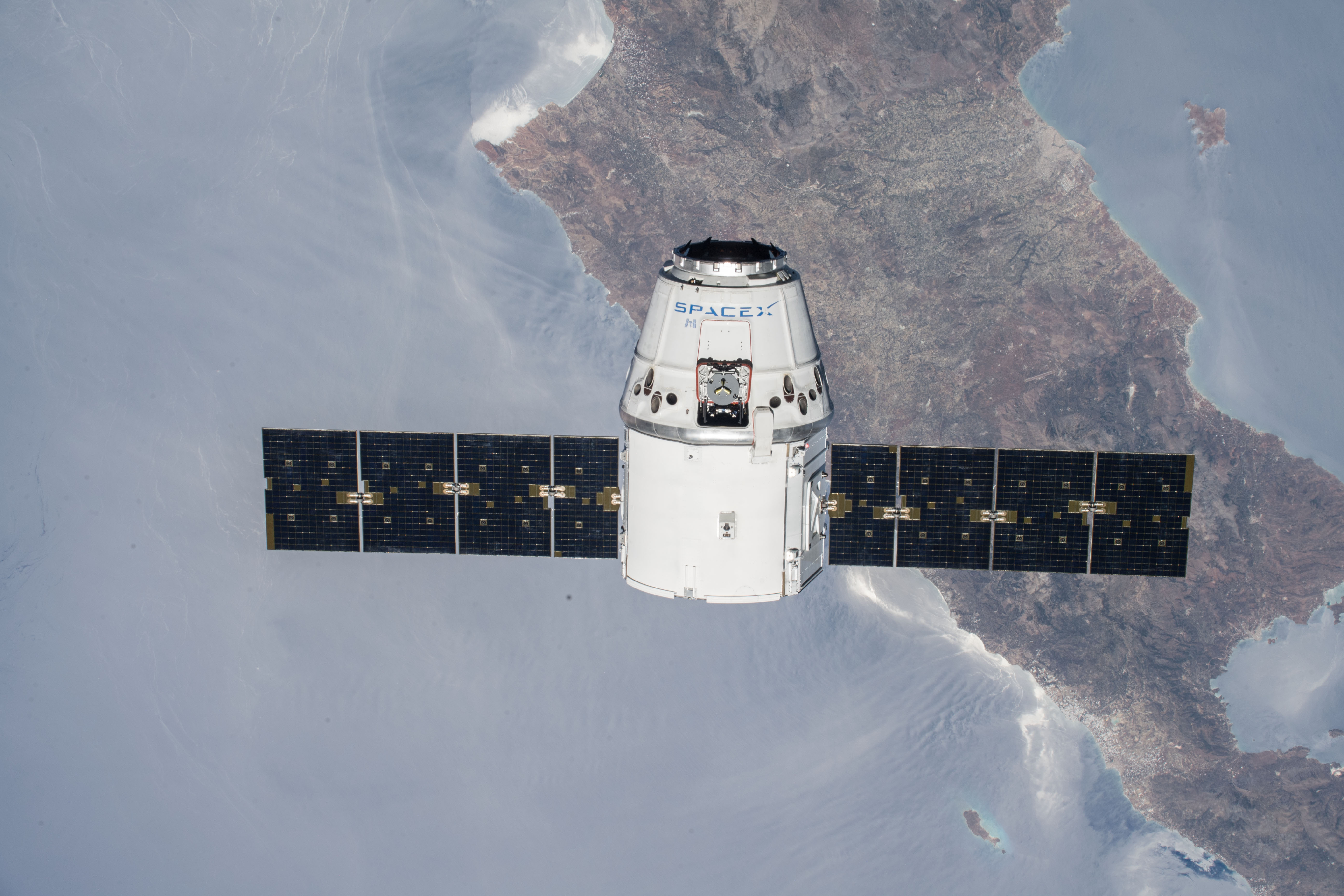
SpaceX CRS-15 під час зближення з МКС. 2.07.2018

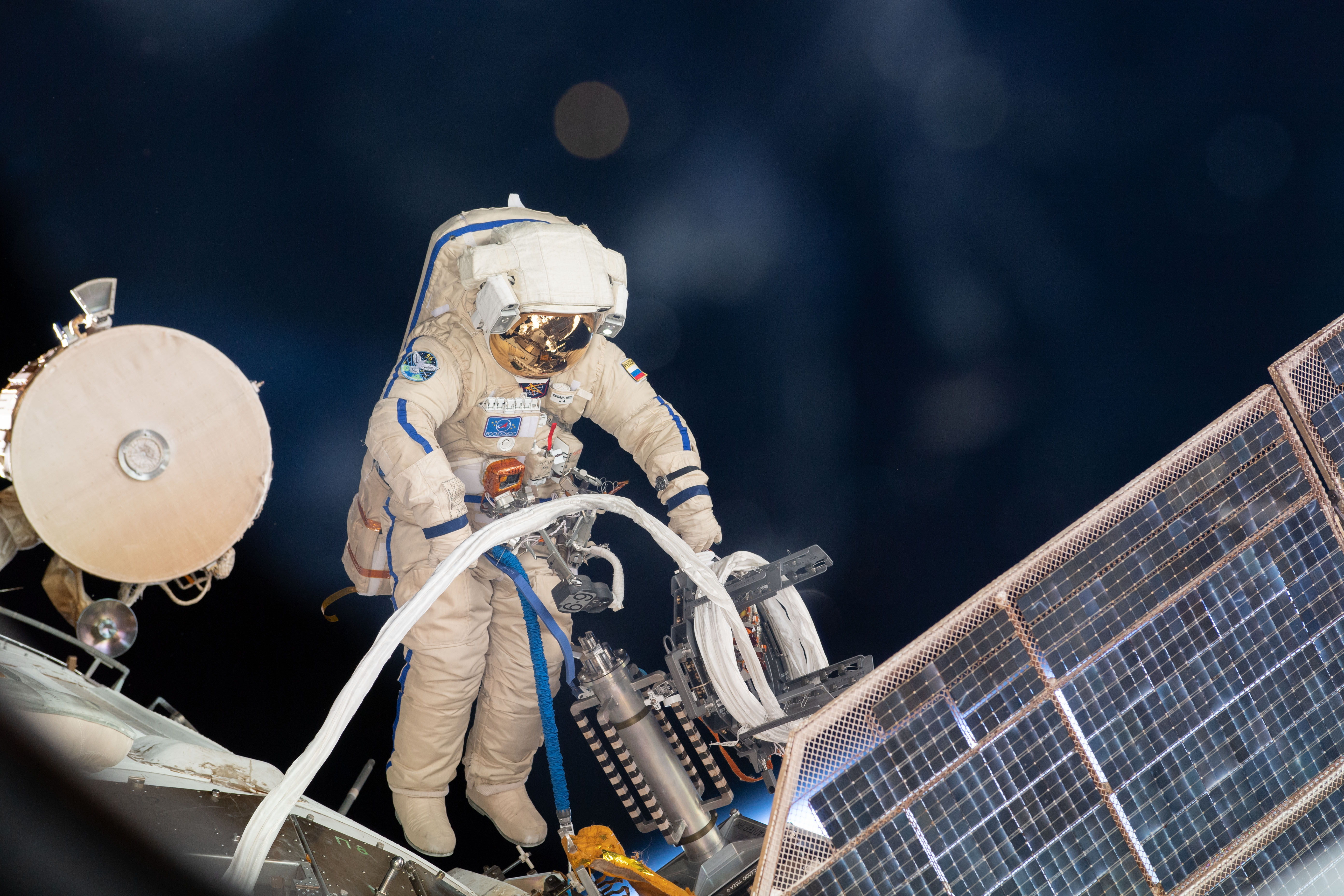
С. Прокопьєв під час виходу у відкритий космос. 15.08.2018

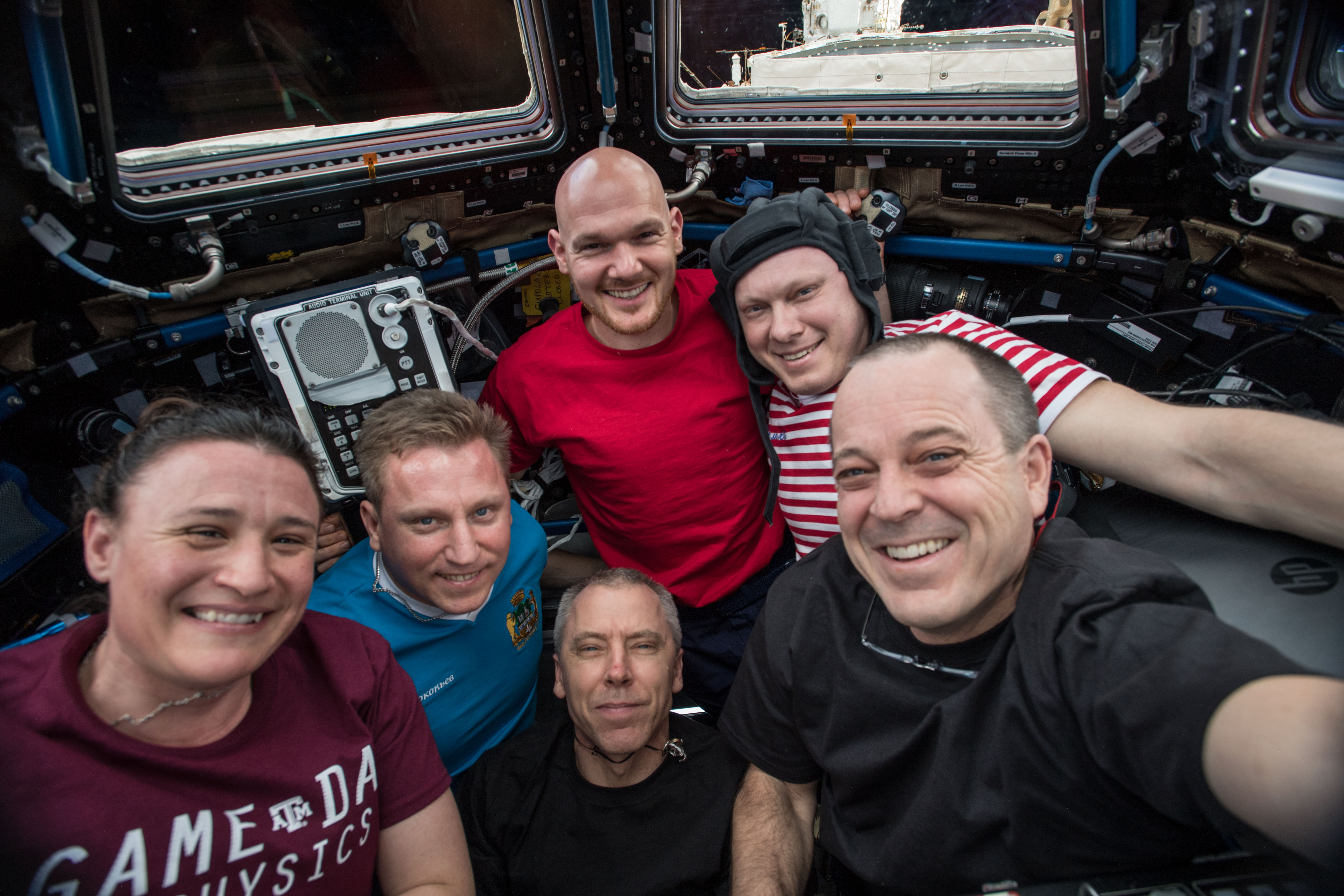
Члени екіпажу в Куполі. 19.08.2018

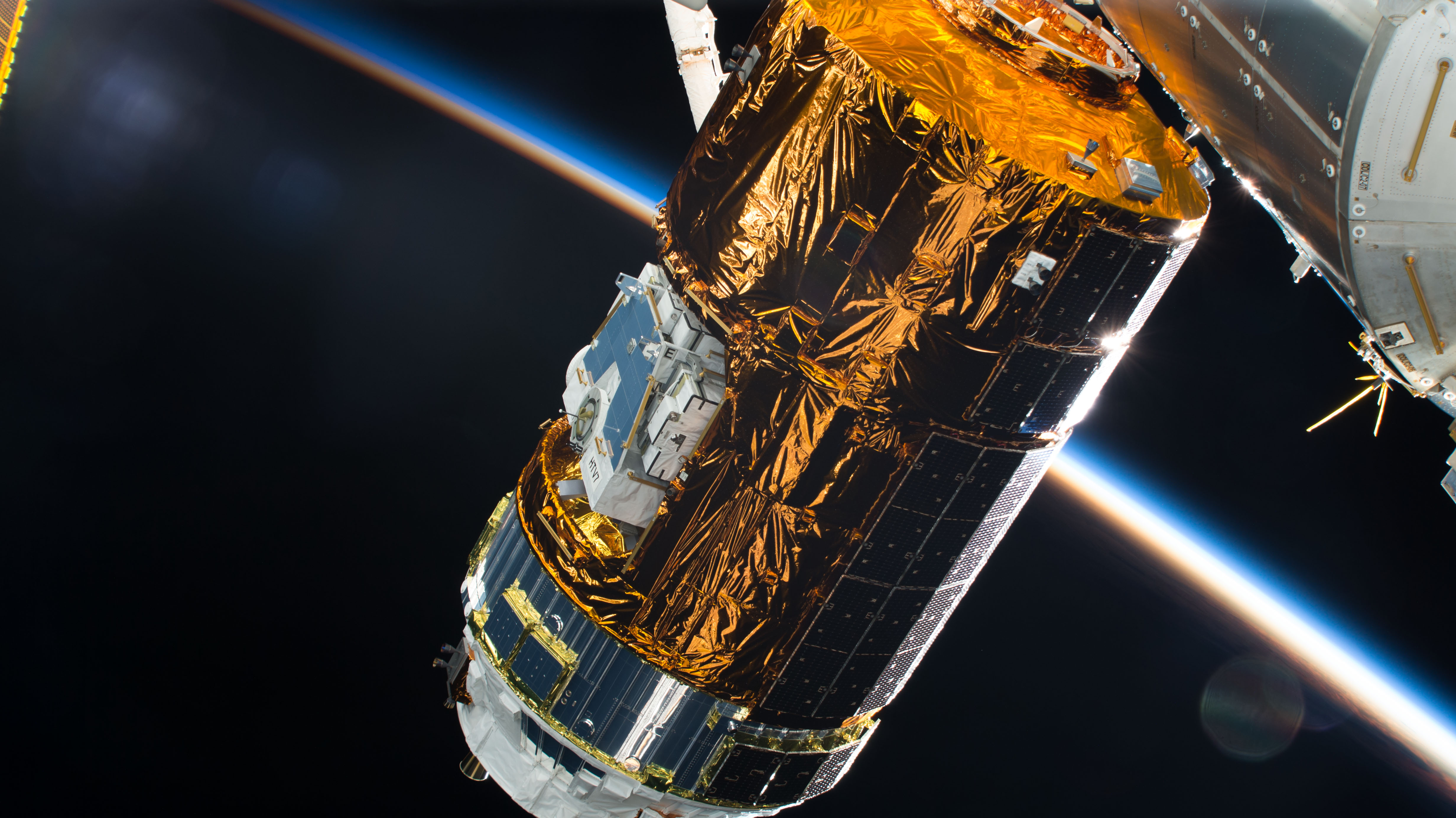
Вантажний корабель HTV-7, захоплений краном Канадарм2. 27.09.2018

3 червня 2018 о 09:16 (UTC) корабель Союз МС-07 з трьома космонавтами на борту (Антон Шкаплеров, Скотт Тінгл і Норісіге Канаі) відстикувався від МКС та за декілька годин успішно приземлився на території Казахстану. На цьому завершилася робота 55-ї експедиції МКС. Олег Артемьєв, Ендрю Фьюстел і Річард Арнольд, які залишилися на борту станції, продовжили роботу у складі 56-ї експедиції..
8 червня до станції пристикувався космічний корабель Союз МС-09 із трьома космонавтами на борту (Олег Артемьєв, Ендрю Фьюстел і Річард Арнольд). «Союз» стартував 6 червня з космодрому «Байконур». Таким чином, у складі 56-ї експедиції на МКС стало 6 космонавтів.
15 червня Ендрю Фьюстел та Річард Арнольд здійснии вихід у відкритий космос тривалістю 6 год. 49 хв. Під час робіт вони встановили дві нових камери із високою якістю зображення.
2 липня — стикування з МКС вантажного корабля SpaceX CRS-15, запущеного 29 червня. О 10:54 (UTC) астронавт НАСА Річард Арнольд здійснив захоплення корабля за допомогою крана-маніпулятора Канадарм2. Після цього о 13:50 (UTC) під керуванням із Землі вантажний корабель було пристиковано до модуля Гармоні. Корабель доставив до МКС 2697 кг корисного вантажу, серед нього — харчі та речі для екіпажу, матеріали для наукових досліджень, обладнання і деталі для станції тощо. У негерметичному відсіці доставлено ECOSTRESS — радіометр для вимірювання температури рослинного покриву планети протягом світлової частини доби (буде розміщено назовін МКС) та запасний захоплювач для крана-маніпулятора Канадарм2.
10 липня до надирного стикувального вузла модуля Пірс (СО1) станції пристикувався вантажний корабель Прогрес МС-09, який доставив 2450 кг вантажу, у тому числі їжу, паливо, кисень, воду та обладнання.
3 серпня о 16:38 (UTC) вантажний корабель SpaceX CRS-15 відстикувався корабля від станції та о 22:17 (UTC) успішно приводнився в Тихому океані. Він доставив на Землю відпрацьовані матеріали і результати наукових експериментів.
15 серпня росіяни Олег Артемьєв і Сергій Прокопьєв здійснили виход у відкритий космос, що тривав 7 год. 46 хв. Ними було здійснено ряд регламентних робіт з обслуговування МКС, проведення експериментів та було встановлено обладнання по проекту ICARUS.
30 серпня на станції стався невеликий витік повітря. Невдовзі було з'ясовано, що це відбулося через мікротріщину в кораблі «Союз МС-09». Причому дефект виник ще до запуску корабля.
6 вересня здійснено планову корекцію орбіти МКС. Для цього на 13,1 сек. було включено двигуни модуля «Звезда».
20 вересня здійснено планову корекцію орбіти МКС. Для цього на 17 сек. було включено двигуни модуля «Звезда».
27 вересня японський вантажний корабель HTV-7, запущений 22 вересня, пристикувася до МКС. Спочатку його було захоплено за допомогою крана-маніпулятора Канадарм2, потім пристиковано до модуля «Гармоні». Корабель доставив близько 6 тонн корисного навантаження — ресурси для забезпечення екіпажу, наукове обладнання тощо. Серед іншого — експериментальна капсула для повернення невеликого вантажу на Землю.
4 жовтня о 07:57 (UTC) корабель Союз МС-08 з трьома космонавтами на борту (Олег Артемьєв, Ендрю Фьюстел і Річард Арнольд) відстикувався від МКС та за декілька годин успішно приземлився на території Казахстану. На цьому завершилася робота 56-ї експедиції МКС. Сергій Прокопьєв, Олександр Герст та Серіна Ауньйон-Ченселлор, які залишилися на борту станції, продовжили роботу у складі 57-ї експедиції.